# Droit des affaires
Le droit des affaires est une branche du droit constituée de l'ensemble des règles relatives aux entreprises, au marché, et plus largement à la vie des affaires.
Historiquement, le droit des affaires s’entend comme le « droit commercial », un droit construit en marge du droit civil afin de prendre en compte les spécificités de l'activité du commerçant.
L’objet du droit des affaires s’est cependant élargi à l’ensemble des activités économiques, ne se limitant plus à la seule activité commerciale. Le droit des affaires traite désormais du fonctionnement des entreprises en général (commerciales, mais aussi agricoles, libérales, artisanales), et des relations qu'elles entretiennent avec leurs clients, leurs partenaires, leurs concurrents, ou encore les pouvoirs publics. En ce sens, le droit des affaires est avant tout entendu, dans son acceptation moderne, comme le « droit de l’entreprise », le « droit des activités économiques » ou le « droit des professionnels ».
Le droit des affaires s’intéresse par ailleurs de plus en plus au marché sur lequel évoluent ces entreprises, avec pour ambition de réguler son fonctionnement. Cette émanation plus récente du droit des affaires, née de l’intervention croissance de l’État dans l'économie afin d'assurer le respect de l'ordre public économique, renvoie aux appellations de « droit économique », de « droit du marché » ou de « droit de la régulation ».

## Objectifs
Le droit des affaires s'est construit comme un droit spécial, dérogatoire au droit civil, destiné à prendre en considération les spécificités de l'activité des acteurs économiques. Les objectifs poursuivis par le droit des affaires sont multiples.
D'abord, le droit des affaires poursuit un objectif de rapidité et de simplicité. L'efficacité économique implique que soient prévues des procédures simplifiées, des mécanismes plus compréhensibles, ou la facilitation de l'administration de la preuve. Mais cette exigence doit s'articuler avec la volonté de protéger les parties les plus faibles, comme les consommateurs ou les travailleurs, ce qui implique parfois de recourir à un certain formalisme dans la relation contractuelle.
Ensuite, le droit des affaires vise la sécurité juridique. Les opérations économiques ne doivent pas être trop facilement remises en cause, au risque de déstabiliser les entreprises. Elles doivent toutefois l'être suffisamment pour sauvegarder les intérêts des parties les plus faibles, comme les consommateurs ou les petites entreprises, qui ne disposent pas d'une véritable force de négociation et risquent donc de se voir imposer des conditions déséquilibrées.
Enfin, le droit des affaires recherche la transparence, afin de réduire le risque et l'incertitude que font peser les asymétries d'information. Mais cette transparence doit s'articuler avec la préservation du secret des affaires, indispensable à la protection des intérêts de l'entreprise face aux agressions de la concurrence.

## Branches
Les contours exacts du droit des affaires sont imprécis d'autant que la notion, autrefois indissociable de celle de droit commercial, l'a largement dépassé. Le droit des affaires peut néanmoins être divisé en plusieurs branches, certaines se situant à la frontière d'autres disciplines juridiques (droit civil, droit social, droit pénal, droit fiscal, droit public, notamment).

### Droit commercial
Le droit commercial est l'ensemble des règles de droit relatives aux commerçants et aux actes de commerce. Si le droit commercial est avant tout un droit corporatiste, centré sur la personne du commerçant et pensé pour lui, il est aussi susceptible de s'appliquer à des personnes non commerçantes qui réalisent ponctuellement des actes de commerce.
Le droit commercial prévoit de nombreuses règles spécifiques à la commercialité, construites en opposition avec celles du droit civil et destinées à prendre en considération les particularités du commerce et de l’industrie. Entre autres, le droit commercial s’intéresse :
- Au statut du commerçant : statut professionnel (obligation d'immatriculation, obligation de tenir une comptabilité, etc.)[9] ; familial (qualité du conjoint concourant à l'activité commerciale, impact sur le régime matrimonial)[10] ; patrimonial (séparation du patrimoine personnel et professionnel, insaisissabilité du domicile)[11].
- Aux actes de commerce : typologie ; régime juridique.
- Aux sociétés commerciales[12] : constitution et acquisition de la personnalité morale ; gouvernance et fonctionnement des organes sociaux ; opérations sur le capital social, fusions-acquisitions et restructurations ; cession des droits sociaux ; dissolution et liquidation.
- Aux biens utilisés pour l'activité commerciale : fonds de commerce[13] (exploitation, aliénation) ; baux commerciaux[14].
- Au règlement des conflits entre commerçants : règlement extrajudiciaire (arbitrage, modes amiables) ou judiciaire (justice consulaire)[15].

Un certain nombre de règles prévues au départ pour les commerçants ont vu leur champ d'application s'élargir à d'autres professions (artisans, professions libérales, agriculteurs). Ainsi, le statut du commerçant a perdu de sa spécificité et certaines matières relevant historiquement du droit commercial ont pris leur indépendance. C'est notamment le cas du droit de la concurrence, ou du droit des entreprises en difficulté, qui s'intéressent désormais aux entreprises dans leur ensemble, et non plus seulement aux entreprises commerciales.

### Droit des sociétés
Le droit des sociétés est l'ensemble des règles portant sur la constitution, la vie et la dissolution des sociétés et des groupements d'intérêt économique.
La société est à la fois un contrat et une personne. Il s'agit du contrat par lequel deux ou plusieurs personnes, les associés, conviennent d'affecter à une entreprise commune des biens ou leur force de travail en vue de partager le bénéfice ou de profiter de l'économie qui pourra en résulter. La société, à condition de s'immatriculer, va pouvoir acquérir la personnalité morale. Comme toute personne, la société possède alors un patrimoine, peut passer des contrats, et est susceptible d'engager sa responsabilité civile ou pénale.
La société est une alternative à l'entreprise individuelle, où le professionnel met à disposition de son entreprise sa propre personnalité juridique. La société, parce qu'elle est dotée de sa propre personnalité, permet d'organiser le patrimoine de l'entreprise et de limiter le risque entrepreneurial. Ces avantages font de la société la forme dominante d'entreprise dans le monde des affaires.
La société peut être civile ou commerciale. Si chaque forme de société obéit à des règles particulières, elles sont toutes soumises à un droit commun fixant les principes fondamentaux relatifs à leur constitution, leur fonctionnement, leur transformation et leur dissolution.

### Droit de la concurrence
Le droit de la concurrence est l'ensemble des règles visant à assurer la liberté, l'effectivité et la loyauté de la concurrence entre les opérateurs économiques du marché. Branche du droit la plus imprégnée par l'analyse économique, le droit de la concurrence poursuit deux objectifs parfois complémentaires, parfois antinomiques : la protection de la concurrence en elle-même, et la protection des concurrents.
Le premier objectif consiste à assurer l'effectivité de la concurrence sur le marché, en luttant contre les structures de marché (monopole, oligopole) et en encadrant l'utilisation par les entreprises dominantes de leur pouvoir de marché, afin de profiter de ses bienfaits (baisse des prix, hausse de la qualité, innovation...). À ce titre, le droit de la concurrence contrôle la concentration des entreprises et la puissance d'achat. Par ailleurs, il sanctionne les pratiques anticoncurrentielles, au premier rang desquelles les ententes (ou cartels), les abus de position dominante et les abus de dépendance économique.
Le second objectif consiste à moraliser les relations entre les entreprises, en y instaurant de la loyauté et de la transparence, et en rééquilibrant celles structurellement déséquilibrées. Les abus par les entreprises de leur liberté d'entreprendre ou de leur liberté contractuelle sont susceptibles d'engager leur responsabilité civile en raison d'un fait de concurrence déloyale. Par ailleurs, la négociation commerciale fait l'objet d'un encadrement renforcé, en raison des abus que peuvent générer les rapports de force souvent déséquilibrés. Ainsi le droit de la concurrence impose un certain formalisme lors de la négociation à des fins de transparence (rédaction de CGV, convention récapitulative, délais de paiement...), et sanctionne les pratiques commerciales déloyales entre entreprises (rupture brutale de relations commerciales établies, déséquilibre significatif, avantage sans contrepartie...).

### Droit de la distribution
Le droit de la distribution est constitué par l'ensemble des règles relatives aux contrats, réseaux et opérations de distribution. La distribution se situe à l'interface entre la production et la consommation : il s'agit du processus par lequel les biens ou services sont acheminés et mis à la disposition du consommateur.
La distribution est une opération polymorphe :
- elle peut être le fait du producteur lui-même, en confiant la tâche de distribuer son produit à ses salariés (soumis au droit commun ou au statut VRP)[26] ou au gérant non-salarié d'une succursale[27] ;
- elle peut se réaliser grâce à un intermédiaire civil (mandataire[28], agent commercial[29]) ou commerçant (commissionnaire[30], courtier[31]) qui met en relation le producteur avec de potentiels acheteurs et peut éventuellement, selon le mode de distribution, conclure en son nom les contrats ;
- elle peut enfin passer par des revendeurs, en réseau ou non. La revente en réseau constitue le mode de distribution le plus élaboré et peut prendre plusieurs formes, au nombre desquelles la distribution sélective, la distribution exclusive et la franchise.

Le droit de la distribution entretient des relations étroites avec le droit de la concurrence. D'une part, les réseaux de distribution sont susceptibles de comporter des restrictions verticales de concurrence, fermant aux concurrents des sources d'approvisionnement ou des débouchées. D'autre part, les rapports de force dans le secteur de la grande distribution sont souvent très déséquilibrés, et la puissance d'achat des distributeurs peut être à la source de pratiques commerciales déloyales ou abusives.

### Droit de la consommation
Le droit de la consommation est l'ensemble des règles qui visent à protéger les droits et les intérêts des consommateurs lorsqu'ils entrent en relation avec un professionnel dans le but d'acquérir des biens ou des services. Né pendant les trente glorieuses avec l'apparition de la société de consommation, il établit un ensemble de règles visant à assurer l'équité et la transparence dans les transactions entre les professionnels et les consommateurs.
Le droit de la consommation agit généralement selon une logique préventive, à la différence du droit civil qui privilégie une approche curative ayant trouvé ses limites face au phénomène de consommation de masse. Au nombre des principales dispositions on trouve :
- Le renforcement de l'obligation d'information mise à la charge du professionnel[32] et la facilitation la rétractation et la réflexion.
- L'encadrement[33] et l'interdiction[34] d'un un certain nombre de pratiques commerciales considérées comme dangereuses, abusives ou déloyales envers le consommateur.
- La prohibition des clauses abusives[35] dans les contrats de consommation, souvent d'adhésion.
- La mise à la charge du professionnel d'une obligation de sécurité et de conformité aux prescriptions en vigueur relatives à la sécurité et à la santé des personnes, à la loyauté des transactions commerciales et à la protection des consommateurs[36].
- La mise à la charge du professionnel d'une obligation de conformité aux prescriptions du contrat[37], s'ajoutant aux garanties issues du droit commun de la vente (garantie d'éviction[38], garantie des vices cachés[39]).

Le droit de la consommation prévoit aussi un certain nombre de procédures facilitant le traitement des litiges de consommation. Notamment, les associations de protection des consommateurs, dès lors qu'elles sont agrées, peuvent agir en justice au nom de l'intérêt collectif de l'ensemble des consommateurs ou au nom de l'intérêt particulier d'un groupe de consommateurs. Est également instituée une procédure de médiation simplifiée. Par ailleurs, le droit de la consommation organise une procédure de traitement des situations de surendettement.

### Droit de la propriété intellectuelle
Le droit de la propriété intellectuelle est l'ensemble des règles ayant trait à la protection des créations de l'esprit humain. Il vise à attribuer aux créateurs un monopole d'exploitation sur leur création, afin d'encourager la créativité, l'innovation, la recherche et le développement. En ce sens, la propriété intellectuelle est un instrument de régulation du marché. La violation du monopole protégé par un droit de propriété intellectuelle est sanctionnée par l'action en contrefaçon, qui peut être une action civile ou pénale.
La propriété intellectuelle est divisée en deux ensembles : 
- la propriété littéraire et artistique[43], qui protège les créations originales dans les domaines littéraires, artistiques et scientifiques. Cela inclut, entre autres, les œuvres littéraires, musicales, artistiques, cinématographiques, photographiques, architecturales, logicielles. L'archétype du droit de propriété littéraire et artistique est le droit d'auteur[44], bien qu'il existe d'autres droits voisins[45] ;
- la propriété industrielle[46], qui protège les innovations techniques ou esthétiques dans le domaine de l'industrie, ainsi que certains signes distinctifs des entreprises. La propriété industrielle intègre, principalement, les brevets[47], marques[48], dessins et modèles[49]. Elle constitue une alternative à la protection de l'innovation par le secret des affaires ou l'action en concurrence déloyale.

Si traditionnellement la propriété littéraire et artistique est rapprochée du droit civil, tandis que seule la propriété industrielle est assimilée au droit des affaires, c'est moins le cas aujourd'hui. En effet, les droits d'auteurs sur les créations musicales, cinématographiques ou littéraires présentent des enjeux financiers de plus en plus importants pour les entreprises des domaines de la musique et du cinéma.
Le droit de la propriété intellectuelle entretient une relation particulière avec le droit de la concurrence. D'un côté il confère des monopoles d'exploitation, à l'encontre même du principe de libre concurrence. D'un autre côté, l'un des principaux objectifs du droit de la concurrence est de stimuler l'innovation, et à ce titre la propriété intellectuelle constitue un complément et la plus vive des incitations.

### Droit bancaire et financier
Le droit bancaire et financier est constitué de l'ensemble des règles relatives aux services proposés par les acteurs de la banque et de la finance, aux opérations de financement des entreprises et des particuliers, et au fonctionnement de la sphère monétaire et financière. Il s'intéresse plus particulièrement :
- à l'émission, l'utilisation et la transmission de la monnaie, fiduciaire ou scripturale[50] ;
- aux opérations de banque (crédit, services bancaires de paiement, réception de fonds du public) et aux autres opérations (services non bancaires de paiement, gestion et émission de la monnaie électronique, services connexes) des établissements de crédit ou des établissements assimilés[51] ;
- au fonctionnement des instruments financiers (titres de créance[52], titres de capital[53]), des marchés financiers (notamment la bourse)[54], et aux services proposés par les professionnels de la finance (services d'investissement, services connexes)[55].

Le secteur bancaire et financier est un secteur régulé. Les établissements qui entendent exercer une activité bancaire ou financière doivent obtenir un agrément de la part des autorités de régulation (AMF, ACPR, BCE), qui exercent par ailleurs une mission de surveillance. L'objet de cette régulation est double. D'une part, il s'agit d'assurer la stabilité des marchés financiers afin de limiter le risque d'une crise économique. D'autre part, il s'agit d'encadrer la distribution bancaire dans l'optique de protéger les consommateurs d'éventuels abus ou de l'opacité des établissements de crédit, que ce soit au stade de l'ouverture d'un compte bancaire ou de la souscription à un crédit.

### Droit des assurances
Le droit des assurances encadre les relations entre les parties impliquées dans les contrats d'assurance. Son objectif principal est de définir les droits et obligations des assureurs, des assurés, et des bénéficiaires en cas de sinistre. Le droit des assurances vise à assurer un équilibre entre la protection des intérêts des assurés et la viabilité du secteur de l'assurance.
Le droit des assurances peut couvrir une gamme diversifiée de produits d'assurance, tels que l'assurance-vie, l'assurance automobile, l'assurance habitation, l'assurance de dommages corporels, etc. Chaque type d'assurance peut avoir des règles spécifiques en fonction des risques couverts, mais il existe un certain nombre de règles communes à tous les contrats d'assurance.

### Droit des entreprises en difficulté
Le droit des entreprises en difficulté, aussi nommé droit des procédures collectives, est un ensemble de règles permettant la détection, la prévention, le traitement, des difficultés économiques des entreprises commerciales, libérales, artisanales ou agricoles. Son objectif est la sauvegarde de l'entreprise, la poursuite de l'activité, et le maintien de l'emploi.
Le droit des entreprises en difficulté a vocation à intervenir le plus tôt possible, avant que la situation de l'entreprise ne soit irrémédiablement compromise. C'est pourquoi il prévoit un certain nombre de procédures préventives : intervention du président du tribunal judiciaire ou de commerce ; mandat ad hoc ; procédure de conciliation.
Lorsque l'entreprise fait déjà l'objet de difficultés importantes, le droit des procédures collectives organise des procédures curatives : la procédure de sauvegarde et la procédure de redressement judiciaire, selon que l'entreprise se trouve déjà en état de cessation des paiements ou non. L'objectif de ces procédures est de placer l'entreprise en difficulté sous la protection du tribunal, en soumettant ses créanciers à une discipline collective. S'ouvre alors une période d'observation pendant laquelle l'entreprise va voir son fonctionnement altéré : elle sera cogérée par un administrateur judiciaire ; son passif antérieur sera gelé ; les contrats en cours seront contrôlés ; son patrimoine sera évalué et, dans le cas où il aurait été vidé frauduleusement ou anormalement, reconstitué (nullités de la période suspecte). À l'issue de cette période, si l'entreprise est viable, un plan est rédigé afin d'organiser la poursuite de l'activité et le règlement progressif du passif. Mais si l'entreprise n'est plus viable, le droit des procédures collectives organise alors sa liquidation judiciaire.
Par ailleurs, une entreprise qui arriverait au tribunal trop tard, en ayant déjà cessé son activité, sera directement placé en liquidation judiciaire, sans pouvoir bénéficier d'une procédure de sauvegarde ou de redressement. Le but du droit des procédures collectives est d'assurer la poursuite de l'activité, pas de la ressusciter lorsqu'il n'y a déjà plus d'espoir pour l'entreprise.

### Droit du transport
Le droit du transport est l'ensemble des règles relatives aux contrats de transport des personnes et des marchandises. Il permet de déterminer les droits et obligations respectifs des transporteurs et des passagers ou expéditeurs. Il détermine l'étendue de la responsabilité du transporteur en cas de dommage, de perte ou d'accident pendant le transport.
Si tous les contrats de transport obéissent à des règles communes, il existe des règles spécifiques en raison de ce qui est transporté (personnes ou marchandises) ou du mode de transport utilisé (véhicule terrestre, aéronef, navire, train, ou encore câble, canalisation ou pipeline pour le gaz, l'eau, le pétrole et l'électricité).
Le transport des marchandises constitue le cœur de la chaîne logistique pour les entreprises. En cela, le transport est indispensable pour les activités de production et de distribution. Avec la mise en réseau du monde, le transport de marchandises a désormais une dimension internationale très importante.

### Droit du travail
Le droit du travail est un ensemble de règles à la jonction entre le droit des affaires et le droit social qui s'intéressent aux relations individuelles ou collectives de travail qui lient l'employeur et le salarié. Le travail salarié, à la différence du travail indépendant, est marqué par la présence d'un lien de subordination, qui octroie à l'employeur un pouvoir de direction, de contrôle et de sanction.
Le droit du travail a pour objet de concilier la protection des intérêts du salarié, souvent en position de faiblesse face à l'employeur, et les intérêts de l'entreprise. Il fixe les règles qui gouvernent à la formation, l'exécution, et la rupture du contrat de travail (droits et obligations des parties, rémunération, temps de travail, sécurité et santé, hygiène...). Il protège certains droits collectifs des travailleurs (droit de grève, droit de participer à la gestion de l'entreprise, liberté syndicale...) et organise les modes d'expression collectifs (représentation dans et en dehors de l'entreprise, négociation collective).
Le droit du travail est principalement appréhendé comme une branche du droit social. Mais il est aussi une branche du droit des affaires, les règles du droit du travail ayant une importance majeure pour le fonctionnement interne des entreprises. Aussi, la protection des travailleurs est une émanation de l'ordre public économique et s'inscrit dans une logique de régulation du marché du travail.

### Droit fiscal des affaires
Le droit fiscal des affaires, ou droit fiscal des entreprises, est un ensemble de règles à la jonction entre le droit des affaires et le droit fiscal qui s'intéressent à l'imposition de l'activité et des structures des entreprises.
La fiscalité des affaires porte notamment sur la taxe sur la valeur ajoutée (TVA), l'impôt sur les sociétés (IS), l'impôt sur les bénéfices industriels et commerciaux (BIC) ; l'impôt sur la fortune immobilière (IFI) payé par les entreprises ; la contribution économique territoriale ; la taxe foncière ; les droits de mutation ou d'enregistrement lors des opérations de restructuration. Elle s'intéresse aussi aux procédures de recouvrement de l'impôt et aux pouvoirs de l'administration fiscale.
Le droit fiscal des affaires est une matière susceptible de jouer un rôle à toutes les étapes de la vie d'une société. C'est ainsi un élément déterminant dans la prise de décision des entreprises, qui parfois cherchent à éviter l'impôt par l'optimisation voire la fraude fiscale.

### Droit public des affaires
Le droit public des affaires, ou droit public économique, est un ensemble de règles à la jonction entre le droit des affaires et le droit public qui s'intéressent à l'intervention de l'État et plus largement des pouvoirs publics dans l'économie. L'État peut intervenir à trois titres : en tant qu'opérateur économique, en tant que régulateur, ou en tant que client.
En tant qu'opérateur économique, l'État intervient sur le marché pour proposer des biens et services, généralement pour pallier la carence du marché ou pour le faire dans des conditions plus favorables aux consommateurs. Cette intervention, qui consiste à assurer un service public industriel et commercial (SPIC), passe essentiellement par la création d'entreprises publiques et l'actionnariat public. Parce qu'elles poursuivent une mission d'intérêt général, les entreprises publiques sont parfois extraient du libre jeu de la concurrence, bénéficiant alors d'un monopole légal ou de certains privilèges.
En tant que régulateur, l'État intervient afin d'assurer que les opérateurs économiques n'adoptent pas des comportements trop attentatoires à un objectif d'intérêt général qu'il entend protéger. Afin de garantir une certaine neutralité de son action, l'État tend à confier son activité de régulation économique à des autorités administratives indépendantes. S'il existe une régulation générale, consistant à assurer l'effectivité de la concurrence et le libre accès au marché grâce à l'action de l'Autorité de la concurrence, la régulation est le plus souvent sectorielle, c'est-à-dire spécifique à certains secteurs d'activité (télécommunications, audiovisuel et médias, énergie, banque et finance, santé, environnement, alimentation).
Enfin, en tant que client, l'on fait référence à l'activité de l'État pour se fournir auprès du marché en biens et services : la commande publique. En effet, pour exercer ses missions de service public, l'État est amené à devoir se fournir en matériel ou en consommables, et peut avoir recours à l'assistance de professionnels. Les principaux contrats de la commande publique sont les marchés publics et les concessions (de services ou de travaux).

### Droit pénal des affaires
Le droit pénal des affaires est un ensemble de règles à la jonction entre le droit des affaires et le droit pénal qui s'intéressent aux infractions que l'on rencontre dans le monde des affaires et à leur répression par la puissance publique. Le droit pénal des affaires est une branche du droit des affaires à l'articulation de toutes les autres, chaque branche comportant en général quelques dispositions pénales afin de sanctionner les comportements les plus graves.
Parfois désignée par le vocabulaire de « criminalité en col blanc », les infractions pénales au droit des affaires sont très diversifiées. Certaines sont communes, en ce sens qu'elles s'appliquent aux entreprises, sans être pensées exclusivement pour elles (atteinte au secret professionnel, vol, escroquerie, abus de confiance, faux, recel, blanchiment...). Mais le droit pénal s'est par ailleurs doté d'infractions spécifiques aux activités économiques (abus de biens sociaux, délit d'initié, banqueroute, pratiques commerciales trompeuses, usure, contrefaçon...).
Les dernières décennies sont marquées par un mouvement de dépénalisation du droit des affaires, à des fins d'efficacité économique. Aux sanctions pénales, on préfère de plus en plus les sanctions civiles, administratives ou disciplinaires. Par exemple, le droit pénal de la concurrence a presque disparu, et a été remplacé par des amendes administratives plus importantes prononcées par l'Autorité de la concurrence. Même mouvement en droit bancaire, avec la suppression de l'usure entre professionnels.

## Sources
Les sources du droit des affaires sont très nombreuses. Si les sources nationales restent dominantes, les sources supranationales prennent une importance considérable. La mondialisation et l'essor du commerce international ont conduit à l'adoption de normes communes dans le cadre de l'Organisation mondiale du commerce (OMC). La construction européenne, du fait de la construction du marché intérieur de l'Union européenne, a également conduit à l'adoption de normes communes à l'échelle européenne.

### Sources nationales
Le droit des affaires fut historiquement façonné par la pratique des marchands, à une échelle européenne. Mais avec l'apparition des États-Nations et le début de la codification à grande échelle, les États se sont approprié la coutume marchande et des sources officielles de dimension nationale sont apparues.

#### Sources étatiques
Le droit des affaires, comme la plupart des autres branches du droit, assiste à un mouvement de constitutionalisation. Un certain nombre de ses principes fondamentaux font ainsi l'objet d'une protection par la Constitution, comme la liberté d'entreprendre, ou le droit de propriété.
La loi et le règlement, par ailleurs, constituent la source la plus volumineuse. Si certains textes ne sont pas codifiés, le droit des affaires fait l'objet depuis 1807 d'un texte fondamental, le Code de commerce, réécrit en 2007. Mais avec l'élargissement du droit des affaires à d'autres thématiques que l'activité commerciale, d'autres codes sont apparus : Code de la consommation, Code monétaire et financier, Code de la propriété intellectuelle, Code de la commande publique, Code des assurances, notamment. Si le droit des affaires s'est construit en marge du droit civil, il utilise néanmoins ses principaux mécanismes (contrats, responsabilité, sûretés, patrimoine), ce qui fait du Code civil une source incontournable.
L'ensemble de ces textes est éclairé par la jurisprudence et la doctrine, qui permettent leur interprétation. Par exemple, c'est le juge qui a façonné l'action en concurrence déloyale, en l'absence de texte, sur le fondement de la responsabilité civile.

#### Sources professionnelles
Les sources d'origine privée sont encore très nombreuses en droit des affaires : usages professionnels (comme la présomption de solidarité passive en droit commercial), textes des ordres professionnels, clauses types ou incorporées dans des conditions générales de vente ou d'achat. Si la plupart de ces sources ont une valeur contractuelle, elles peuvent s'avérer particulièrement contraignantes et importantes en pratique. Un certain contrôle de ces sources est d'ailleurs organisé, notamment à travers la Commission des clauses abusives et la Commission d'examen des pratiques commerciales.

### Sources supranationales
Le droit européen et international des affaires prend une importance considérable, notamment en raison du développement du commerce international et de la construction européenne.

#### Droit de l'Union européenne
L'Union européenne est une union économique et monétaire qui a conduit à la naissance d'un marché commun obéissant aux principes essentiels de libre concurrence, de liberté d'entreprendre et de liberté de circulation des marchandises, des personnes, des services et des capitaux. Afin d'assurer le bon fonctionnement de ce marché unique, les organes de l'Union sont habilités à adopter des règles communes en matière de protection de la concurrence et des consommateurs, de monnaie, ou de cohésion économique.
Les sources communautaires du droit des affaires sont éclairées par la jurisprudence de la Cour de justice de l'Union européenne (CJUE).

#### Droit du commerce international
Au niveau du commerce international, plusieurs textes de référence ont été adoptés. On peut citer la Convention des Nations unies sur les contrats de vente internationale de marchandises (CVIM). Ou l'Accord général sur les tarifs douaniers et le commerce (GATT) qui, révisé par la Convention de Marrakech du 15 avril 1994, a donné naissance à l'Organisation mondiale du commerce (OMC), chargée d'établir un cadre normatif commun pour le commerce international.